# Petr Židek
Petr Židek (* 27. března 1969) je český politik. V roce 2018 úspěšně vedl libereckou Občanskou demokratickou stranu (ODS) do voleb do zastupitelstev obcí a byl zvolen zastupitelem a radním města. Své pozice obhájil i ve volbách roku 2022. Mezi lety 2021 a 2024 byl zastupitelem Libereckého kraje. Současně byl předseda dozorčí rady Dopravního podniku měst Liberce a Jablonce nad Nisou, a.s. Členem ODS byl od roku 2002 do roku 2024 a před svou politickou kariérou se věnoval administraci a poradenství při zadávání veřejných zakázek. V souvislosti s kauzou vynášení informací firmě Syner rezignoval 15. dubna 2024 na funkce náměstka primátora, radního města a předsedy dozorčí rady dopravního podniku.
Petr Židek byl několikrát prošetřován Policií ČR. V roce 2009 byl zatčen a vazebně stíhán v kauze úplatků v projektu modernizace služeben Policie ČR P1000, kterého byl manažerem. Nakonec ale nebyl obviněn. Znovu byl zatčen v dubnu 2024 v kauze veřejných zakázek, které získala stavební společnost Syner. Následně byl obviněn z přijetí úplatku a zneužití pravomoci. V souvislosti s kauzou byl Výkonnou radou ODS v pátek 12. dubna 2024 ze strany vyloučen a zároveň s tím byla zrušena jedna ze dvou libereckých místních organizací strany.

## Život

### Vzdělání a soukromá činnost
Po základní škole studoval obor elektro na střední škole Na Bojišti, poté navštěvoval Střední obchodní akademii a školu, kde maturoval. Vystudoval magisterské studium v oboru Veřejná správa na Vysoké škole CEVRO. Na stejné škole absolvoval i studium MPA.
Po roce 1989 se věnoval soukromému podnikání, následně v roce 1998 začal pracovat u společnosti Philip Morris ČR a.s. V roce 2007 nastoupil na Ministerstvo vnitra (v době ministra Ivana Langera (ODS), kde pracoval na přípravě investičních projektů. Později jako ředitel Kanceláře projektů a evropských fondů na Policii ČR měl v gesci velký a kontroverzní projekt na obnovu a modernizaci policie a její techniky P1000. V letech po svém odchodu z Policejního prezidia Židek působil i jako poradce na Pozemkovém fondu nebo byl manažerem komunikace Občanské demokratické strany v Libereckém kraji. Později pracoval ve státním podniku Česká pošta a.s. jako ředitel úseku Business Development pro eGovernment a ICT. V letech 2010 až 2012 a následně od roku 2014 se jako živnostník věnoval administraci veřejných zakázek a poradenství v oblasti veřejné správy.

### Politika
Do ODS vstoupil v roce 2002. V roce 2006 neúspěšně kandidoval (na 23. místě kandidátní listiny) do zastupitelstva Liberce v komunálních volbách. V roce 2016 opět neúspěšně kandidoval do zastupitelstva Libereckého kraje, tentokrát z 12. pozice. O rok později, v roce 2017, kandidoval ve volbách do Poslanecké sněmovny Parlamentu ČR, ale rovněž nebyl zvolen.
V roce 2018 se stal předsedou místního sdružení ODS v Liberci a z pozice lídra je vedl do komunálních voleb roku 2018. Ve volbách uspěl. Získal tím funkci zastupitele města, radního města a předsedy Výboru pro územní plánování a dopravu. Stal se rovněž náměstkem primátora pro majetkovou správu, sport a sportovní infrastrukturu. V neposlední řadě v roce 2019 usedl v dozorčí radě Dopravního podniku měst Liberce a Jablonce nad Nisou, a.s., kde se stal předsedou.
Na liberecké radnici působí také v Pracovní skupině pro majetkoprávní operaci – Směna pozemků mezi SML a firmou SYNER Group, a. s. a v Pracovní skupině pro vytvoření dokumentu „Zásady pro spolupráci s investory na rozvoji veřejné infrastruktury statutárního města Liberec“. Byl rovněž vedoucím pracovní skupiny skupina pro TMR.
V roce 2020 neúspěšně kandidoval do zastupitelstva Libereckého kraje. Poté, co v roce 2021 odstoupil ze své funkce krajského zastupitele Petr Beitl, který se stal poslancem, byl jako jeho nástupce jmenován právě Židek.
Mezi lety 2017 a 2022 věnoval ODS 278 000 Kč na darech.
V souvislosti s kauzou vynášení informací firmě Syner rezignoval 15. dubna 2024 na funkce náměstka primátora, radního města a předsedy dozorčí rady dopravního podniku. Zůstal ale řadovým zastupitelem.
V krajských volbách v roce 2024 již nekandidoval.

## Kontroverze
V září 2009 jej zatkla policejní inspekce kvůli podezření, že si měl říci o úplatek při výběrovém řízení na nákup mobilních soudních síní. A to při prošetřování miliardového projektu Policie ČR P1000, kterého byl manažerem, V návaznosti na to dostal od vedení prezidia výpověď. Židek strávil dva dny v cele předběžného zadržení, z ničeho ale obviněn nebyl a inspekce po několika měsících případ odložila. Později byl prošetřován znovu. V roce 2013 Obvodní soud pro Prahu 7 nepravomocně rozhodl, že výpověď z pracovního poměru, kterou Židek dostal, byla neplatná. V roce 2010 byl Židek probírán na bezpečnostním výboru Sněmovny. Konkrétně se řešilo, že Židek byl podle náměstka policejního prezidenta Jiřího Nováka podezřelý z přijetí dvoumilionového úplatku. Podle auditu zveřejněného v roce 2011 tehdejším ministrem vnitra Radkem Johnem byl jedním z problémových projektů právě projekt P1000, který modernizoval policejní služebny po celém Česku. Policie si například najímala na mediální služby soukromé společnosti, i když měla v každém okrese tiskového mluvčího. Zakázka související s modernizací služeben byla navíc rozdělená na tři menší, a tak se na ni nemusel vypisovat tendr.
Podle zprávy z webu Náš Liberec z roku 2019 na sebe Židek v minulosti upozornil lobbingem za hazard, kdy se mu společně s Jiřím Šolcem ze Starostů a někdejším primátorem Tiborem Batthyánym povedlo zvrátit zákaz hracích automatů ve městě, který prosadila Změna pro Liberec. Židek má údajně blízko například ke kontroverznímu členovi liberecké ODS Radimu Zikovi a stavebnímu podnikateli a bratranci majitele společnosti Syner Jaroslavu Mejstříkovi. V době, kdy byl Zika šéfem Pozemkového fondu v Praze, získal Židek za kritizovaných okolností na tomto úřadě lukrativní místo.
V roce 2019 byl zvolen přísedícím u okresního soudu. Tuto skutečnost kritizovala liberecká opozice coby nebezpečné smísení soudní a výkonné moci. Protestující opozici přehlasovala koalice Starostů pro Liberecký kraj, ANO a ODS.
V dubnu 2024 byl mezi několika zadrženými při policejní razii v budovách magistrátu Liberce. Zásah se týkal mimo jiné veřejných zakázek, které získala stavební společnost Syner. Mezi podezřelými byl vedle Židka také vedoucí oddělení majetku Lukáš Hýbner. Podle spisu policie dostal Židek, coby náměstek primátora, 1,7 milionu korun a byt a uplácet ho měl Petr Syrovátko, spolumajitel stavební společnosti Syner a libereckého hokeje. Židek měl na oplátku dlouhodobě (od roku 2018) hájit zájmy firmy při jejích developerských projektech a vynášet jí tajné informace – třeba o podmínkách soutěže na miliardovou opravu plaveckého bazénu. Na jaře roku 2020 měl také Židek pomoci Syneru získat – jako první firmě vůbec – od města covidovou kompenzaci. Podle vyjádření státního zastupitelství hrozí Židkovi až 12 let vězení v obvinění z přijetí úplatku a zneužití pravomoci. V souvislosti s kauzou byl Výkonnou radou ODS v dubnu 2024 ze strany vyloučen.